# Barbie: Fairytopia
Barbie: Fairytopia is een digitaleanimatie- en direct-naar-videofilm van Barbie uit 2005. Het is de eerste Barbiefilm met een originele verhaallijn. Barbie speelt in deze film de rol van Elina, een fee zonder vleugels. Wanneer feeën door een ziekte te verzwakt raken om nog te vliegen, gaat Elina op avontuur om het land Fairytopia te redden. Barbie: Fairytopia is de vijfde film van Barbie en de eerste in de Fairytopiaserie. 

## Plaats binnen de Barbiefilmseries
| Filmserie       | Vorige film                                 | Volgende film                         |
| --------------- | ------------------------------------------- | ------------------------------------- |
| Barbiefilms     | Barbie als de prinses en de bedelaar (2004) | Barbie en de magie van Pegasus (2005) |
| Fairytopiaserie | —                                           | Barbie Fairytopia: Mermaidia (2006)   |

## Rolverdeling
| Personage        | Nederlandse stem       | Engelse stem                   |
| ---------------- | ---------------------- | ------------------------------ |
| Elina            | Laura Vlasblom         | Kelly Sheridan                 |
| Bibble           | Lee Tockar             | Lee Tockar                     |
| Laverna          | Hetty Heyting          | Kathleen Barr                  |
| Azura            | Marloes van den Heuvel | Venus Terzo                    |
| Hue              | Frans Limburg          | Mark Oliver                    |
| Ruby             | Frans Limburg          | Scott McNeil                   |
| Dandelion        | Rosanne Thesing        | Tabitha St. Germain            |
| Fungus           | Ruud Drupsteen         | Lee Tockar                     |
| Dahlia           | Anneke Beukman         | Chiara Zanni                   |
| Elfje 4          | Anneke Beukman         | Kathleen Barr                  |
| Vrolijke trollen | Dieter Jansen          | Lee Tockar                     |
| Prins Nalu       | Bart Bosch             | Alessandro Juliani (prins Kai) |
| Quill            | Fred Butter            | Michael Dobson                 |
| Larkspur         | Fred Butter            | Brian Drummond                 |
| Topaz            | Beatrijs Sluijter      | Tabitha St. Germain            |
| Elfje 1          | Lizemijn Libgott       | Britt McKillip                 |
| Elfje 2          | Ingeborg Wieten        | Kathleen Barr                  |
| Tovenares        | Lasca ten Kate         | Nancy Sorel                    |
| Elfje 3          | Lasca ten Kate         | Chiara Zanni                   |

## Nederlandse productie
- Vertaling - Lasca ten Kate
- Dialoog regisseur - Laura Vlasblom
- Techniek - Bert Marskamp
- Mix - Erik Fryland
- Productie coördinator - Sabela Olavide Ferdinandus
- Studio - Sun Studio

## Overige informatie
- Bij elke Barbiefilm staat er een bepaalde moraal centraal. Bij deze film is dat 'What makes you different makes you special' ofwel 'Wat jou anders maakt, maakt je speciaal'.